# Pivco

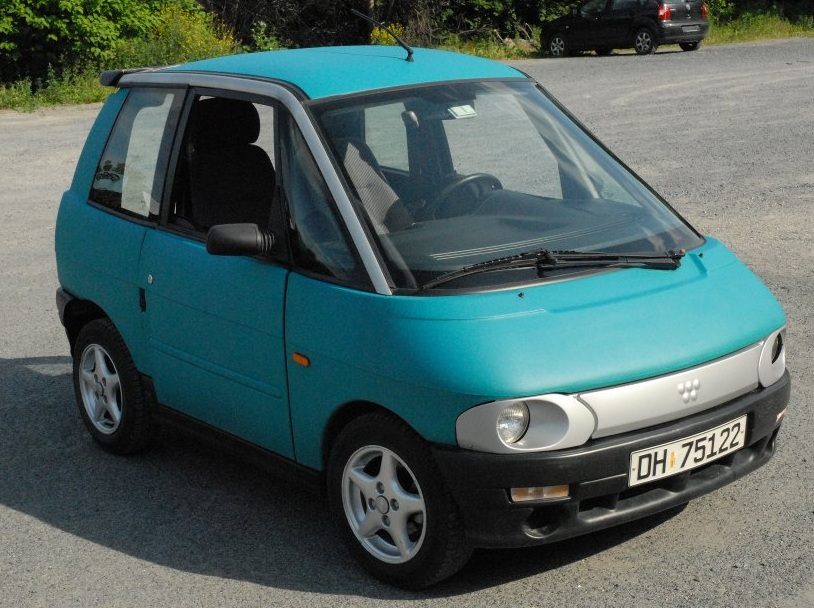
Pivco Piv 3

Pivco Industries war ein norwegischer Hersteller von Automobilen. Pivco steht für Personal Independent Vehicle Company.

## Unternehmensgeschichte
Das Unternehmen aus Oslo begann 1991 mit der Produktion von Automobilen. Der Markenname lautete Pivco. 1998 endete die Produktion. Ford beteiligte sich Ende 1998 am Unternehmen. Das neue Unternehmen hieß Think Nordic AS.

## Fahrzeuge
Bei den Fahrzeugen handelte es sich um Kleinstwagen mit Elektromotoren. Das erste Modell war der Piv 1. Hiervon entstanden 15 Exemplare bis 1995. Das darauf folgende Modell war der Piv 2, auch City Bee genannt. In Zusammenarbeit mit Norsk Hydro entstand ein Leichtbaurahmen aus Aluminium. Die Karosserie bestand aus Kunststoff. Die Fahrzeuglänge betrug 280 cm. Die Höchstgeschwindigkeit war mit 100 km/h angegeben. Insgesamt entstanden 120 Exemplare.